# Spongia officinalis
Spongia officinalis — вид звичайних губок родини Spongiidae.

## Поширення
Вид поширений в Середземному та Карибському морях. Трапляється у водах зі скелястим дном.

## Опис
Губка темно-сірого або темно-коричневого забарвлення, при висиханні стає або жовтою, або коричневою. Колонія неправильної форми, діаметром до 35 см. Скелет губки майже повністю складається з губчастих волокон, що робить її надзвичайно м'якою.

## Спосіб життя
Трапляється на глибині до 40 метрів. Гермафродит, може розмножуватися безстатевим шляхом за допомогою брунькування або шляхом статевого розмноження. Личинки вільно плавають у товщі води, поки не знайдуть твердий субстрат на морському дні. Після цього вони починають повільно рости, потрібно цілих 40 років, щоб виростити до 5-сантиметрового розміру.